# قطعنامه ۱۱۲۲ شورای امنیت
قطعنامه ۱۱۲۲ شورای امنیت سازمان ملل متحد که در تاریخ ۲۹ جولای ۱۹۹۷ تصویب شد، سندی بین‌المللی دربارهٔ بررسی وضعیت خاورمیانه است. این قطعنامه طی نشست ۳۸۰۴ام با ۱۵ رای موافق، ۰ مخالف و ۰ ممتنع تصویب شد.